# Гаврильчицкий сельсовет
Гаврильчицкий сельсовет — упразднённая административная единица на территории Солигорского района Минской области Республики Беларусь. Решением Минского облисполкома № 234 от 28 мая 2013 года упразднён, территория и все населённые пункты присоединены к Копацевичскому сельсовету.

## Состав
Гаврильчицкий сельсовет включал 5 населённых пунктов:
- Вейно — деревня.
- Гаврильчицы — деревня.
- Дубица — деревня.
- Песчанка — деревня.
- Тесна — деревня.